# Veliki Kamen
Veliki Kamen – wieś w Słowenii, w gminie Krško. W 2018 roku liczyła 215 mieszkańców.